# Tucson
Tucson (uitspraak: /ˈtusɑn/) is een stad in het zuidelijke deel van de Amerikaanse staat Arizona. Tucson is de hoofdplaats van Pima County. De stad heeft 542.629 inwoners (2020) en de bevolking van de agglomeratie bedraagt in hetzelfde jaar 1.043.433 mensen. De naam van de stad stamt af van het O'odham woord Cuk Şon, dat zwarte basis betekent, een verwijzing naar de vulkanische bergen ten westen van de stad. De stad ligt in de hete Sonorawoestijn.

## Geschiedenis
Op de plaats van de huidige stad bestond al zeker 3.000 jaar een Indiaanse nederzetting aan de oever van de Santa Cruz. Van 900 tot 1300 was er een welvarend dorp van de Hohokam. Na de instorting van de Hohokamcultuur rond 1500 bleef de nederzetting bewoond door de Pima. In 1692 stichtte de jezuïet Eusebio Francisco Kino er een missiepost, die hij San Cosme y Damián de Tucson noemde. De Spanjaarden bouwden er in 1776 een fort. Tucson werd een Mexicaanse stad nadat Mexico onafhankelijk werd van Spanje in 1821. Na de Gadsdenaankoop van 1853 kwam de stad in Amerikaans bezit. De nederzetting had toen maar enkele honderden inwoners. De groei van de stad begon met de komst van de spoorweg in 1880.

## Omgeving
Tucson ligt 217 kilometer ten zuidoosten van Phoenix, de grootste stad van de staat. Op een afstand van 19 km ten westen van de stad ligt het Arizona-Sonora Desert Museum. Ook in de buurt van Tucson ligt het amusementspark Old Tucson. Dit voormalige filmcomplex van onder meer westerns laat nu vooral zien hoe films over het Wilde Westen gemaakt werden. In Old Tucson staat nog de speciaal gebouwde 'ranch' waar in de jaren 60 de populaire televisieserie The High Chaparral werd opgenomen. Tucson huisvest ook Davis-Monthan Air Force Base met onder andere de Aerospace Maintenance and Regeneration Group (AMARG). Hier worden talloze oude(re) militaire vliegtuigen gestald (mothballed) in afwachting van verkoop, hergebruik of afvoer. In de nabije omgeving van de stad bevindt zich het Saguaro National Park.

## Demografie
Van de bevolking is 11,9 % ouder dan 65 jaar en bestaat voor 32,3 % uit eenpersoonshuishoudens. De werkloosheid bedraagt 3,2 % (cijfers volkstelling 2000).
Ongeveer 35,7 % van de bevolking van Tucson bestaat uit hispanics en latino's, 4,3 % is van Afrikaanse oorsprong en 2,5 % van Aziatische oorsprong.
Het aantal inwoners steeg van 417.139 in 1990 naar 486.699 in 2000.

## Klimaat
In januari is de gemiddelde temperatuur 10,7 °C, in juli is dat 30,3 °C. Jaarlijks valt er gemiddeld 304,8 mm neerslag (gegevens op basis van de meetperiode 1961-1990).

## Stedenbanden
- Almaty (Kazachstan)
- Guadalajara (Mexico)
- Pécs (Hongarije)

## Plaatsen in de nabije omgeving
De onderstaande figuur toont nabijgelegen plaatsen in een straal van 16 km rond Tucson.

## Bekende inwoners van Tucson

### Geboren
- Larry Pine (1945), acteur
- Linda Ronstadt (1946), zangeres
- Tom Udall (1948), senator voor New Mexico
- Timothy Starks (1969), acteur
- Gabrielle Giffords (1970), politica
- Sharon Leal (1972), actrice
- Kyrsten Sinema (1976), senator voor Arizona
- Cassidy Rae (1976), actrice
- Abe Thompson (1982), voetballer
- Lacey Nymeyer (1985), zwemster
- Kaylee DeFer (1986), actrice
- Chris Knierim (1987), kunstschaatser
- Will Claye (1991), atleet
- Caitlin Leverenz (1991), zwemster
- Dominic Janes (1994), jeugdacteur
- Hailey Baldwin (1996), model
- Delaney Schnell (1998), schoonspringster
- Tyler Stites (1998), wielrenner